# Запустка
Запу́стка (пол. Zapustka) — деревня в Польше в сельской гмине Мехув Мехувского повета Малопольского воеводства.
Село располагается в 5 км от административного центра повета города Мехув и в 38 км от административного центра воеводства города Краков.
В 1975—1998 годах село входило в состав Келецкого воеводства.